# Benoît Cosnefroy
Benoît Cosnefroy   (Cherbourg, 17 d'octubre de 1995) és un ciclista francès, professional des del 2017, actualment a l'equip AG2R Citroën.
El 2017 es proclamà campió del món en ruta sub-23 als Mundials de Bergen. El 2021 guanyà la Bretagne Classic, la seva primera victòria en una cursa del World Tour.

## Palmarès
- 2016
  - 1r a la Annemasse-Bellegarde et retour
  - Vencedor d'una etapa a la Boucle de l'Artois
- 2017
  -  Campió del món sub-23 en ruta
  - 1r al Gran Premi d'Isbergues
  - 1r al Tour del Pays Roannais
  - Vencedor d'una etapa al Roine-Alps Isera Tour
- 2019
  - 1r a la París-Camembert
  - 1r al Gran Premi de Plumelec-Morbihan
  - 1r a la Polynormande
  - 1r al Tour del Llemosí i vencedor d'una etapa
- 2020
  - 1r al Gran Premi La Marseillaise
  - 1r a l'Étoile de Bessèges
  - Vencedor d'una etapa de la Ruta d'Occitània
- 2021
  - 1r al Tour du Finistère
  - 1r a la Bretagne Classic
  - 1r al Tour del Jura
- 2022
  - 1r al Gran Premi Ciclista de Quebec
- 2024
  - 1r al Tour dels Alps Marítims i vencedor d'una etapa
  - 1r a la Copa de França de ciclisme
  - 1r a la París-Camembert
  - 1r a la Fletxa Brabançona
  - 1r al Gran Premi de Morbihan
  - 1r al Tour de Finisterre
  - Vencedor d'una etapa als Boucles de la Mayenne
- 2025
  - 1r al Gran Premi de Morbihan 2024

### Resultats al Tour de França
- 2019. 113è de la classificació general
- 2020. 116è de la classificació general
- 2021. 107è de la classificació general
- 2022. 91è de la classificació general
- 2023. 101è de la classificació general